# 4 x 4 (фильм)
4 x 4 — финский драматический чёрно-белый фильм 1965 года. Снят совместно с Швецией, Данией, Норвегией режиссёрамм Палле Кьерульф-Шмидтом, Клаусом Рифбьергом, Рольфом Клеменсом, Мауну Куркваарой и Яном Труэлем. Фильм был представлен на Московском международном кинофестивале 1965 года, где выиграл специальный приз.

## Сюжет
Фильм состоит из четырёх частей, действие которых происходит в разные времена года. Действие части «Пуркуа?» происходит зимой, «Девушка с белым мячом» весной, «Летняя война» летом и «Оставайтесь на вересковой пустоши» осенью.

## В ролях
- Нильс Барфоед (сегмент «Летняя война»)
- Кристофер Бро (сегмент «Летняя война»)
- Роберт Броберг в роли Фрэнка Читтера («Девушка с белым мячом»)
- Аллан Эдвалль в роли Банвактена (сегмент «Оставайтесь на вересковой пустоши»)
- Карл Эрик Фленс в роли начальника станции (сегмент «Оставайтесь на вересковой пустоши»)
- Вегард Холл в роли старого музыканта (сегмент «Девушка с белым мячом»)
- Ивонн Ингдал
- Энн Марит Якобсен в роли Дженты (сегмент «Девушка с белым мячом»)
- Оле Сёрли в роли Мальчика (сегмент «Девочка с белым мячом»)
- Макс фон Сюдов в роли Квиста (сегмент «Оставайтесь на вересковой пустоши»)
- Кари Эрн Гилмуйден в роли Вибеке (сегмент «Девушка с белым мячом»)
- Мэй-Бритт Штирнкройц (сегмент «Пуркуа?»)
- Яакко Ахвонен (сегмент «Пуркуа?»)
- Синикка Ханнула (сегмент «Пуркуа?»)